# Shim Young
Shim Young (Hangul:심영;3 de septiembre de 1910-24 de julio de 1971) fue un actor de teatro y cine en Corea del Norte y Corea del Sur durante el período colonial japonés, y es profesor universitario en la Corea del Norte. Su nombre real es Shim Jae-seol , y su nombre real es Jin'ei Aoki (靑木 沈影), que fue cambiado al clan Chang. Su padre es Shim Wan-seop, quien se desempeñó como gobernador de Cheorwon.
Durante el período colonial japonés, estuvo activo bajo el nombre artístico de Shim Young . Cuando estaba en la escuela secundaria, participó en una obra de teatro como actor desconocido, pero fue expulsado y luego regresó a la escuela. En los primeros días, también trabajó como bailarín y trabajó como actor teatral menor no identificado antes de ser conocido como actor de teatro en 1929. Después de eso, trabajó como actor de teatro y pasó a trabajar como actor de cine. Inmediatamente después de la liberación, participó en organizaciones como la Korean Film Alliance y el Cultural Vanguard Corps y realizó una gira por el país. Realizó giras principalmente en Daegu y áreas circundantes, y también fue blanco de Kim Doo-han y la Oficina del Pueblo de Corea por incitar a los ciudadanos. El 14 de marzo de 1946, en la tarde del 14 de marzo de 1946, de camino a casa después de la interpretación de "Nim" del dramaturgo Park Young-ho, Kim Doo-han le disparó en el puente Gwangtong y tenía una perforación significativa en la parte inferior. abdomen. A menudo se dice que sufrió testículos, pero ese es el escenario de la era del drama salvaje. Desertó a Corea del Norte entre diciembre de 1947 y abril de 1948.
Después de desertar a Corea del Norte, trabajó como director del departamento de actuación de Chosun Arts and Film Studios, presidente de la Asociación de Cine de Corea y profesor en la Universidad de Teatro y Cine de Pyongyang. A principios de la década de 1920, trabajó como actor menor y trabajó brevemente como bailarín. A mediados de la década de 1930, mientras trabajaba como actor de teatro y actor de cine, incluso dirigió un taller de reparación de calzado en Gyeongseong hasta poco antes de la liberación. También se utilizó un seudónimo llamado Corazón, similar a Shim Young.